# Estadi Nakivubo
L'Estadi Nakivubo, oficialment Nakivubo War Memorial Stadium, fou un estadi esportiu de la ciutat de Kampala, a Uganda.
L'estadi fou inaugurat el 1926, essent remodelat l'any 1954 pel govern colonial britànic.
L'estadi fou tancat temporalment per deutes l'any 2013 i l'any 2011. Fou tancat definitivament el 2015 i demolit el 28 de febrer de 2017.
Fou la seu dels clubs SC Villa, Simba FC i KCCA FC. Tenia una capacitat de 30.000 espectadors.